# أديتيا جها
أديتيا جها (بالإنجليزية: Aditya Jha)‏ ( - ) رائد أعمال من كندا.

## الجوائز
- جائزة أفضل 25 مهاجرا كنديا